# Keerxima
La keerxima (en tatar) est une bière de miel consommée notamment par les Tatars dans la province du Xinjiang en République populaire de Chine.